# Иоаннисян, Иоаннес Мкртичевич
Иоаннес Мкртичевич Иоаннисян (14(26) апреля 1864, Вагаршапат — 29 сентября 1929, Ереван) — армянский поэт и переводчик.

## Биография
Родился в крестьянской семье, однако сумел поступить в Лазаревский институт в Москве, но в 1884 году перешёл на историко-филологический факультет Московского университета, который окончил в 1888 году. После этого сначала отправился путешествовать по европейским столицам, затем, до 1912 года, преподавал русскую литературу и древнегреческий язык в одной из армянских семинарий. Положительно встретил Октябрьскую революцию и с 1922 года был членом Законодательной комиссии при Совете народных комиссаров Армянской ССР.
Писать стихи начал ещё в конце 1880-х годов, опубликовав первое стихотворение в журнале «Тараз» в 1883 году; его раннее творчество представляло собой лирические стихи, часто с трагическими мотивами, и было посвящено в основном тяжёлой жизни армянского крестьянства, трудам хлебопашцев и гражданским проблемам. Также Иоаннисян занимался обработкой народных песен, исполнявшихся певцами-гусанами, легенд и баллад, через которые стремился распространять идею освобождения от царской власти. Другие его стихи представляют собой любовную лирику и поэтические описания природы; кроме того, он перевёл на армянский язык множество классиков русской, зарубежной и древней литературы (Гомер, Пушкин, Некрасов, Мицкевич, Якубович, Шиллер, Гёте, Гейне). Значительная часть его дореволюционного наследия объединена в три сборника «Стихотворений» (Москва, 1887, 1908 и 1912 годы издания). Наиболее известные произведения: «Царь Артавазд», «Рождение Ваагна» (обработанные народные баллады), «Прощайте, солнце и весна», «Ашуг», «Араз», «Алагяз побелел, застылый» (лирическая поэзия о крестьянском труде).
Творчество Иоаннисяна было высоко оценено ещё при жизни, а в СССР он считался одним из основателей советской армянской поэзии. Как указано в БСЭ, его стихам «присущи пластическая выразительность, свежесть сравнений и метафор». Многие его стихотворения переведены на русский язык.